# Monk Dagelet
Monk Dagelet (Países Baixos, 1997) é um ator neerlandês.

## Vida pessoal
Nascido em uma família de artistas, é filho do ator Hans Dagelet. Monk é o meio-irmão das atrizes Dokus Dagelet e Tatum Dagelet e o irmão da atriz Charlie Chan Dagelet e do ator Mingus Dagelet.

## Filmografia

### Filmes
| Ano  | Título                   | Papel          |
| ---- | ------------------------ | -------------- |
| 2017 | Monk                     | Noa            |
| 2016 | Horizon                  | Robin          |
| 2014 | Rabarber                 | Gio            |
| 2010 | One Night Stand V - Mama | Papel de apoio |

### Séries
| Ano       | Título             | Papel         |
| --------- | ------------------ | ------------- |
| 2018-2019 | Skam NL            | Noah          |
| 2015      | Flikken Maastricht | Mark Meeuwsen |
| 2010      | Verborgen verhalen | Jamal         |

### Curtas
| Ano  | Título   | Papel |
| ---- | -------- | ----- |
| 2011 | Fontanel | Koen  |